# Segle XIV
El segle xiv, que comprèn els anys entre 1301 i 1400, és el darrer període de la baixa edat mitjana i suposa un temps de crisi generalitzada que prepara el canvi d'època. Així, la davallada demogràfica causada per la pesta Negra va comportar una notable afectació a l'estructura social a les zones rurals, l'esfondrament del feudalisme, la pugna entre estats cada cop més poderosos i centralitzats i el descrèdit de les institucions tradicionals. Igualment influeix el nou pensament, més racionalista, que prepara la mentalitat general per als canvis dels segles posteriors.

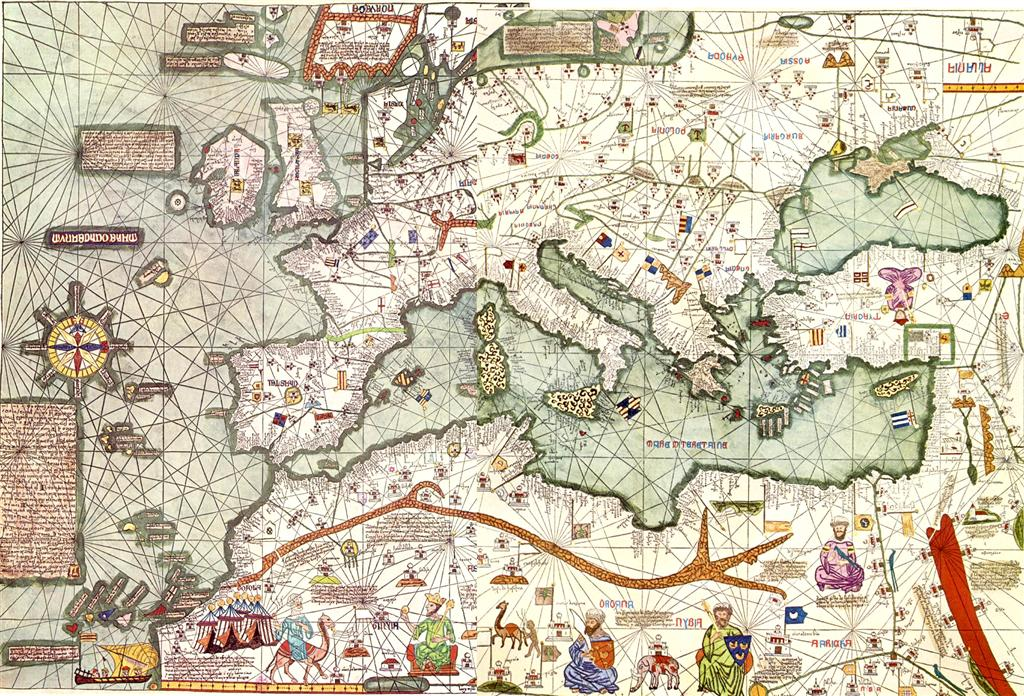
Atles Català de la Corona de Catalunya i Aragó, de l'any 1375.

## Política
Europa se sumeix en una crisi política profunda. La monarquia francesa perd el seu rol central i rivalitza amb l'anglesa, com prova la Guerra dels Cent Anys, un dels conflictes bèl·lics més llargs de la història. Dins aquesta sèrie d'enfrontaments, cal destacar la batalla de Poitiers (1356) a França, la independència d'Escòcia aprofitant que els anglesos havien de concentrar els seus exèrcits al sud i la Guerra dels dos Peres, que enfronta la Corona d'Aragó amb els castellans. Se li suma el Cisma d'Occident, que si bé és d'origen religiós acaba essent polític, ja que afecta les aliances dels diferents reis. Aquest cisma provoca l'aparició d'antipapes i una gran crisi a l'església que augmentarà la fi del teocentrisme medieval. La Unió de Kalmar agrupa els tres regnes escandinaus i els Balcans es converteixen en una de les zones més cobejades per diversos pobles.
L'Àsia, en canvi, veu la creació de grans imperis. Osman I funda l'Imperi Otomà, hereu dels conqueridors àrabs, i amenaça tant la part oriental d'Europa com l'Imperi Romà d'Orient. En defensa d'aquest darrer sorgeix la Gran Companyia Catalana. Ivan I de Moscou fa que la regió guanyi poder, convertint-la en una nova potència. Tamerlà s'expandeix pel centre del continent i ataca les fronteres xineses, recuperades per la nova dinastia Ming, una de les de més importància de la història xinesa. S'estableix el regne Vijayanagar al sud de l'Índia i al Japó s'instaura el Shogunat Ashikaga, que va reforçar el feudalisme, després de l'anomenada Restauració Kenmu.
Igualment a l'Àfrica es consoliden els grans imperis, que conviuen amb les petites tribus en diversos estadis de desenvolupament. Un dels més poderosos és l'Imperi de Mali, el qual sota el poder de Mansa Musa I, inicia una expansió finançada amb els tributs i riqueses de la regió. Els hausses convertits a l'Islam inicien una expansió per terres nigerianes, mentre al centre del continent es funda el Regne del Congo. Més al sud, destaca el regne de Zimbabwe, la seva capital del qual arriba a tenir fins a 40000 habitants per aquests temps.
A Amèrica cal esmentar la civilització chimú dels Andes però sobretot l'Imperi Asteca, el qual funda una nova capital a Tenochtitlán el 1325. Aquesta vila serà el pol d'atracció comercial i cultural del subcontinent durant molt de temps i acumularà els monuments més espectaculars del poble asteca. Per acabar, els maoris s'instal·len a Nova Zelanda.

## Economia i societat
La crisi política europea va unida a una crisi econòmica. S'inicia la petita Edat de Gel, que fa baixar les temperatures i empitjorar les collites. Això provoca períodes de fam perllongats (una mostra a terres catalanes seria la de l'anomenat Lo mal any primer), els quals afavoreixen l'aparició d'epidèmies, com les de la pesta negra i revoltes camperoles, com l'aixecament camperol de 1381. Aquesta crisi general acaba suposant una pèrdua d'un terç de la població total d'Europa. En algunes zones, el balanç fou encara pitjor: a Alemanya va sucumbir un 40% de la població i a la Provença va morir la meitat dels seus habitants. Les guerres, malalties i conreus escassos van causar l'èxode d'alguns camperols i l'abandonament de pobles sencers (fins al 25% en algunes regions espanyoles).
Els gitanos entren a Europa i s'instal·len a Grècia i els Balcans, com a pas previ a la seva expansió per tot el continent durant el segle xv. El segle xiv és també l'època dels grans viatgers medievals, que anticipen els exploradors de l'edat moderna. Així destaquen els viatges d'Ibn Battuta, John Mandeville, Marco Polo i Ramon Llull. Els seus relats ajudaren a conèixer civilitzacions allunyades i van propiciar l'intercanvi entre pobles veïns, ja que tots ells eren partidaris de la tolerància religiosa. Sovint els seus relats tenen un alt component de ficció però han servit com a document etnogràfic per entendre part dels costums socials tardomedievals.
Es va abolir gradualment l'esclavitud i es van revisar els contractes i condicions de vida dels serfs. Una creixent burgesia acumulava la riquesa a les ciutats, mentre els terratinents perdien part de la seva influència.

## Invents i descobriments
La crisi general no impedeix que sorgeixin alguns nous invents destacables. Es publica el Huolongjing, un tractat militar xinès on es descriuen les armes inventades durant aquests anys, de les quals moltes usen pólvora. Berthold Schwarz és un dels responsables de la introducció d'aquesta a Europa, si bé aquesta dada podria tenir un aspecte llegendari. S'inventa el rellotge mecànic (1335) i el clavicèmbal (aquest instrument deu ser anterior però les primeres referències escrites daten del segle xiv). D'aquesta època daten també les primeres rescloses als canals i els panys moderns.

## Art, cultura i pensament
En religió, a part de les diferències teològiques (però sobretot polítiques) del Cisma Occidental, cal destacar la reforma de John Wycliffe, que anticipa el protestantisme. En filosofia, és un moment de gran ebullició, com molts altres períodes de crisi. El pensador més rellevant és sens dubte Guillem d'Occam, que defensa el nominalisme i el reduccionisme ontològic mitjançant la formulació del principi de la Navalla d'Occam. Altres figures remarcables són les del Mestre Eckhart (filòsof místic), Duns Escot i Jean Buridan, que representen a la perfecció la fase final de l'escolàstica.
Ibn Khaldun, un dels pares de la historiografia moderna, afirma que és necessari consultar les fonts abans de descriure els fets i així deslliga els seus relats de les cròniques o gestes heroiques del passat. Aquest esperit crític l'aplica també a la filosofia, fent contribucions destacades en el camp de la lògica. En geografia, es publica l'Atles Català, un dels reculls de mapes més rellevants de l'edat mitjana.
En literatura, es viu alhora el clímax medieval de la prosa i l'inici del renaixement. Es publica La Divina Comèdia de Dante, que suposa una síntesi de la cosmologia medieval alhora que una novel·la èpica que entronca amb les del període clàssic antic. Aquesta obra té un fort component moral, igual que els reculls de contes que proliferen pel continent, com els de Geoffrey Chaucer o els recollits a El conde Lucanor, de Joan Manuel de Castella.En poesia destaca l'obra de Christine de Pisan. A Itàlia, en canvi, els models canvien i es comença el renaixement, molt més sensualista, com proven els llibres de Petrarca i Boccaccio. Fora del continent europeu, cal fer esment de la poesia del persa Hàfidh i la figura de la literatura xinesa Luo Guanzhong, amb la novel·la Romanç dels Tres Regnes.
En art, novament Itàlia trenca els esquemes, amb el seu Trecento i pintors com Giotto di Bondone i Simone Martini, que mostren ja l'antropocentrisme renaixentista i un ús de noves tècniques, especialment de perspectiva. Durant el segle xiv es dona la construcció dels palaus nassarites de l'Alhambra.
Dins el camp de la música, s'entra en un període anomenat ars nova que suposa l'ús general de la polifonia i una notació més precisa. Un dels compositors més cèlebres és el també poeta Guillaume de Machaut.